# François Joseph Didier Liédot
François Liédot  né à Metz le 4 février 1773 et mort en 1812, est un ingénieur, officier supérieur français du Premier Empire. Chef d'état-major général du génie, il a été tué à Vitebsk (Biélorussie), en route vers Moscou, lors de la campagne de Russie.

## Biographie
François joseph Didier Liédot naît à Metz, en Moselle le 4 février 1773. Le jeune Liédot quitte le séminaire Sainte-Anne en 1789 et s’engage dans l'arme du génie, en tant que lieutenant. 
Liédot se distingue dans les combats avec l'armée du Rhin, pendant la campagne d'Égypte de 1798, où il est promu capitaine sur le champ. Après le siège de saint-Jean-d'Acre en mars-mai 1799, Napoléon, qui a distingué les talents de Liédot, le nomme à la tête d’un bataillon alors qu’il n’a pas 27 ans. 
De retour en France, François Liédot est promu colonel. Il est chargé de la restructuration de la forteresse de la Roca-d'Anfouse (ou Rocca d'Anfo) dans la province de Brescia. Il remplit sa mission avec succès avant de s’attaquer aux fortifications d’Alexandrie, ville italienne du Piémont.
En 1812, compte tenu du professionnalisme de l’officier du génie, Napoléon le nomme chef d'état-major général du génie à Moscou, lors de la campagne de Russie de 1812. Voulant rejoindre des officiers de l’état-major en marche vers Moscou, le colonel Liédot tombe dans une embuscade tendue par un détachement de Cosaques, près de Vitebsk. Grièvement blessé par une balle dans la poitrine, il succombe à ses blessures, le lendemain de l’embuscade.
En hommage à cet ingénieur militaire de talent, le fort Liédot, construit sur Île-d'Aix dans le département de la Charente-Maritime, porte son nom.

## Source
- Émile Auguste Bégin, Biographie de la Moselle: ou, Histoire par ordre alphabétique de toutes les personnes nées dans ce département, vol. 2, Metz, 1829, p. 550-551